# 圣皮埃尔 (圣皮埃尔和密克隆)
圣皮埃尔（法語：Saint-Pierre，法語發音：[sɛ̃ pjɛʁ] ⓘ）是法国海外集体圣皮埃尔和密克隆仅有的两个市镇之一，也是圣皮埃尔和密克隆的首府和人口最多的地方，包含圣皮埃尔岛本岛及周围小岛。

## 历史
1872年5月13日，圣皮埃尔市镇和密克隆市镇（今密克隆-朗格拉德市镇）依法令创建。1892年，希安岛（今马兰岛）成为独立市镇。1936年1月3日，三个市镇依法令被撤销。1945年11月13日，圣皮埃尔市镇和密克隆-朗格拉德市镇依45-2811号法令重建，仅马兰岛市镇未重建，而是归属圣皮埃尔市镇。

## 地理
圣皮埃尔（46°46'40"N, 56°10'40"W）面积25 平方千米，位于法国海外集体圣皮埃尔和密克隆，濒临加拿大纽芬兰岛。
圣皮埃尔的时区为UTC−03:00、UTC−02:00（夏令时）。

## 行政
圣皮埃尔的邮政编码为97500，INSEE市镇编码为97502。

## 政治
圣皮埃尔的现任市长为亚尼克·康布雷（Yannick Cambray）先生，任期为2020-2026年。

## 人口
圣皮埃尔于2021年1月1日时的人口数量为5282人。